# Интернализация
Интернализацията има различни определения в зависимост от полето, в което се използва терминът. Интернализацията е противоположното на екстернализацията.

## Психология и социология
В науки като психологията и социологията интернализацията е процес на приемане на серия от норми, установени от хора или групи, които са влиятелни за индивида. Процесът започва с ученето на това какви са нормите, а после индивидът преминава през процеса на разбирането защо те са ценност или защо имат смисъл, докато накрая не ги приеме като собствена гледна точка.
Моделите за подражание също помагат. Ако на някого, когото уважаваме, се гледа като на подкрепящ дадени норми, то е по-вероятно да ги интернализираме. Това се нарича идентификация. В психоанализата интернализацията е една от концепциите за психологическия процес на интроекция – психологически защитен механизъм.
|  | Тази страница частично или изцяло представлява превод на страницата Internalization в Уикипедия на английски. Оригиналният текст, както и този превод, са защитени от Лиценза „Криейтив Комънс – Признание – Споделяне на споделеното“, а за съдържание, създадено преди юни 2009 година – от Лиценза за свободна документация на ГНУ. Прегледайте историята на редакциите на оригиналната страница, както и на преводната страница, за да видите списъка на съавторите. ВАЖНО: Този шаблон се отнася единствено до авторските права върху съдържанието на статията. Добавянето му не отменя изискването да се посочват конкретни източници на твърденията, които да бъдат благонадеждни. |